# University of Toledo
The University of Toledo (UToledo nebo UT) je veřejná americká univerzita, která sídlí ve městě Toledo ve státě Ohio. Byla založena v roce 1872, čítá na 100 000 absolventů a 20 000 aktuálních studentů.